# Samara Maxwell
Samara Maxwell (* 27. Dezember 2001 in Taupō) ist eine neuseeländische Mountainbikerin.

## Sportlicher Werdegang
Maxwell fing im Alter von acht Jahren mit Mountainbiken an, inspiriert von ihrem Vater, der ebenfalls diesen Sport betrieb. Als Teenager litt sie unter Essstörungen, die sich zu einem relativen Energiedefizit auswuchsen. Das Problem wurde 2018 erkannt, als sie sich auf die Olympischen Jugend-Sommerspiele 2018 vorbereitete. Trotz dieser Probleme gewann sie in ihren Junioren-Jahren 2018 und 2019 jeweils die neuseeländische Meisterschaft im olympischen Cross-Country (XCO).
2021 wurde sie neuseeländische Meisterin in der Elite. Nach eigener Aussage war sie von diesem Erfolg völlig überrascht, da sie noch immer gegen ihre Probleme ankämpfte und daher wenig trainiert hatte. In den drei folgenden Jahren verteidigte sie diesen Titel jeweils, hinzu kamen Landesmeisterschaften in anderen Cross-Country-Varianten (Short Track XCC, Marathon XCM und Eliminator XCE). Zugleich studierte sie und schloss Anfang 2023 einen Bachelor in Biomedizin an der Victoria University of Wellington ab.
2023, in ihrem letzten Jahr in der U23, hatte Maxwell ihren internationalen Durchbruch. Im Mountainbike-Weltcup war sie bei der U23 regelmäßig in den Top 10 und zweimal auf dem Podium, bevor sie bei den U23-Weltmeisterschaften im schottischen Glasgow die Goldmedaille gewann. Es folgten U23-Weltcupsiege in Les Portes du Soleil und Snowshoe Mountain. Im März 2024 wurde sie Ozeanienmeisterin in der Elite. Im Juli des Jahres nahm sie am olympischen Mountainbikerennen teil und belegte den achten Platz.
Neben ihren Mountainbike-Aktivitäten fährt Maxwell gelegentlich auch Straßen- und Cyclocrossrennen; in beiden Disziplinen belegte sie Podiumsplätze bei neuseeländischen Meisterschaften.

## Erfolge
2018
 Neuseeländische Meisterin – XCO (Junioren)
2019
 Neuseeländische Meisterin – XCO (Junioren)
 Ozeanien-Meisterschaften – XCO (Junioren)
2020
 Ozeanien-Meisterschaften – XCO (U23)
2021
 Neuseeländische Meisterin – XCO
2022
 Neuseeländische Meisterin – XCO, XCE, XCM
2023
 Weltmeisterin – XCO (U23)
 Neuseeländische Meisterin – XCO
 Ozeanien-Meisterschaften – XCO
zwei Weltcup-Siege (U23)
2024
 Ozeanien-Meisterin – XCO
 Neuseeländische Meisterin – XCO, XCC
2025
ein Weltcup-Rennen – XCO (Araxá)